# أوستين مكينتوش
أوستين مكينتوش (بالإنجليزية: Austin McIntosh)‏ (5 نوفمبر 1987 في المملكة المتحدة - ) هو لاعب كرة قدم بريطاني في مركز الدفاع. لعب مع نادي شيفيلد وEastwood Town F.C. ‏ وIlkeston F.C. ‏ وStocksbridge Park Steels F.C. ‏ ونادي مانسفيلد تاون وإيكستون تاون ‏ وUngmennafélag Njarðvíkur ‏ وReynir Sandgerði ‏.

## وصلات خارجية
- أوستين مكينتوش على موقع قاعدة بيانات كرة القدم.إي يو (الإنجليزية)
- أوستين مكينتوش على موقع Soccerbase.com (لاعب) (الإنجليزية)